# Harry Carney

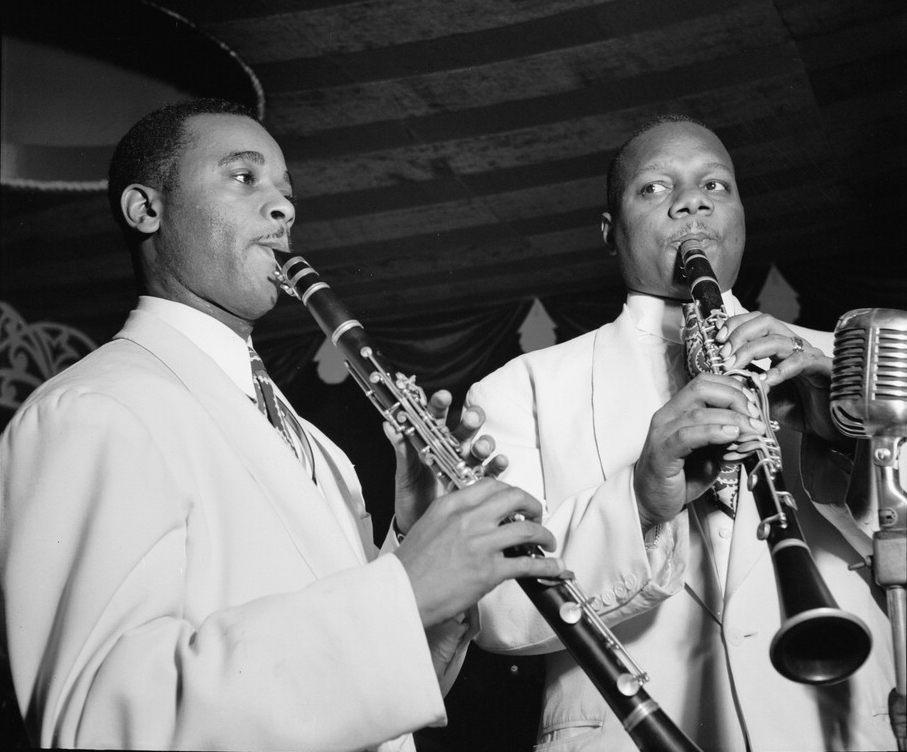
Jimmy Hamilton und Harry Carney (rechts, 1946)
Fotografie von William P. Gottlieb

Harry Howell Carney (* 1. April 1910 in Boston, Massachusetts, USA; † 8. Oktober 1974 in New York City) war ein US-amerikanischer Saxophonist und ein wichtiges langjähriges Mitglied des Duke-Ellington-Orchesters.

## Leben
Carney lernte zunächst Klavier, Klarinette und Altsaxophon, bevor er zum Bariton wechselte. Er spielte ab 1923 in lokalen Bands im Raum Boston. Zu seinen Jugendfreunden zählten Johnny Hodges und Charlie Holmes. Mit 17 Jahren trat er in New York 1927 nach kurzem Gastspiel bei der Fess Williams Band dem Orchester von Ellington bei und blieb dort bis zu seinem Tod. Neben dem Baritonsaxophon, ein damals eher ungewöhnliches Jazzinstrument, das er bei Ellington etablierte, spielte er in der Ellington Band auch Altsaxophon (ursprünglich war er als zweites Alt engagiert), Klarinette (speziell Solo in Rockin in Rhythm, dessen Mitkomponist er war) und Bassklarinette. In der Band wurde er zu einem engen Freund und Vertrauten Duke Ellingtons, den er später auch chauffierte. Er starb wenige Monate nach dem Tod Ellingtons, bei dessen Tod er sagte: „This is the worst day of my life. I now have nothing to live for“.

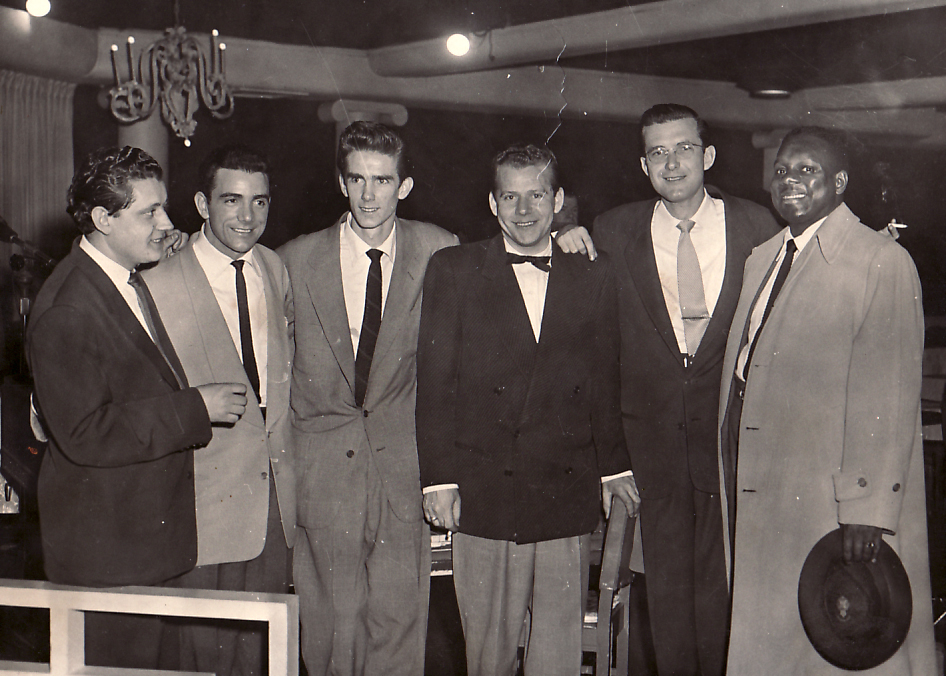
Von Links: Chris Gage, Louis Bellson, Stan "Cuddles" Johnson, Tony Gage, Fraser MacPherson, Harry Carney (1946)

Neben Aufnahmen mit Ellington veröffentlichte er 1954 auch zwei Alben unter eigenem Namen („Harry Carney with Strings“, „Moods for girl and boy“), ist aber auch auf Platten von Johnny Hodges, Lionel Hampton, Teddy Wilson, Barney Bigard, Leonard Feather, den Metronome All Stars oder Gerry Mulligan zu hören. Charles Mingus setzte ihm mit seiner Komposition For Harry Carney (auf dem Album „Changes“) ein Denkmal.

## Diskographischer Hinweis
- Duke Ellington at Fargo, 1940 Live